# Nacré de la filipendule
Brenthis hecate
Espèce
Le Nacré de la filipendule ou Agavé (Brenthis hecate) est une espèce de lépidoptères (papillons)  appartenant à la famille des Nymphalidae, à la sous-famille des Heliconiinae et au genre Brenthis.

## Description
C'est un papillon de taille petite à moyenne de couleur orangée, ornementé de deux lignes postdiscale et submarginale parallèles de points ronds et vers la base de traits, tous de couleur marron foncé.
Le revers des antérieures est orange clair avec la même ornementation, celui des postérieures possède une ligne de taches jaune très clair, les mêmes deux lignes de points ronds.

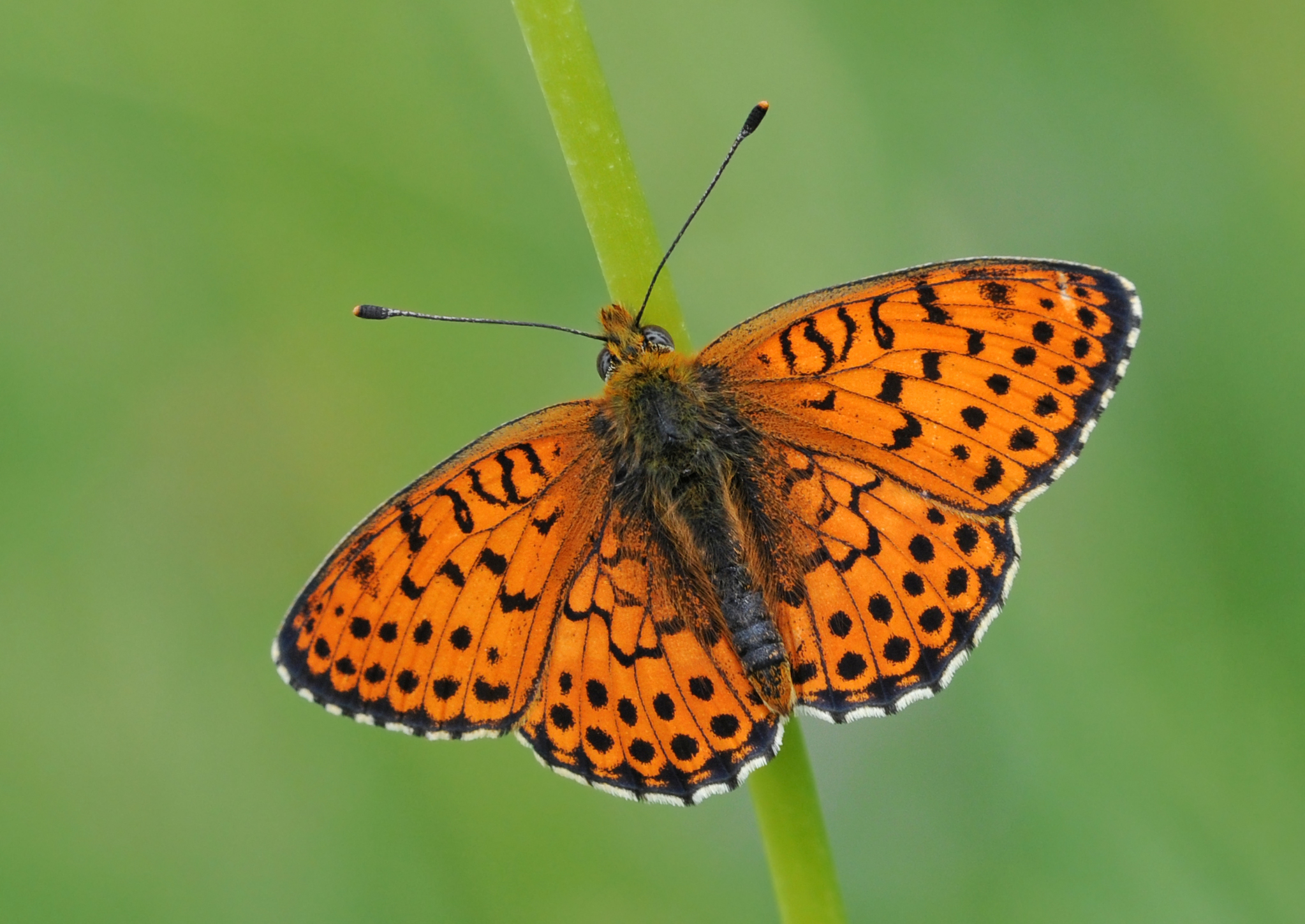
Face dorsale
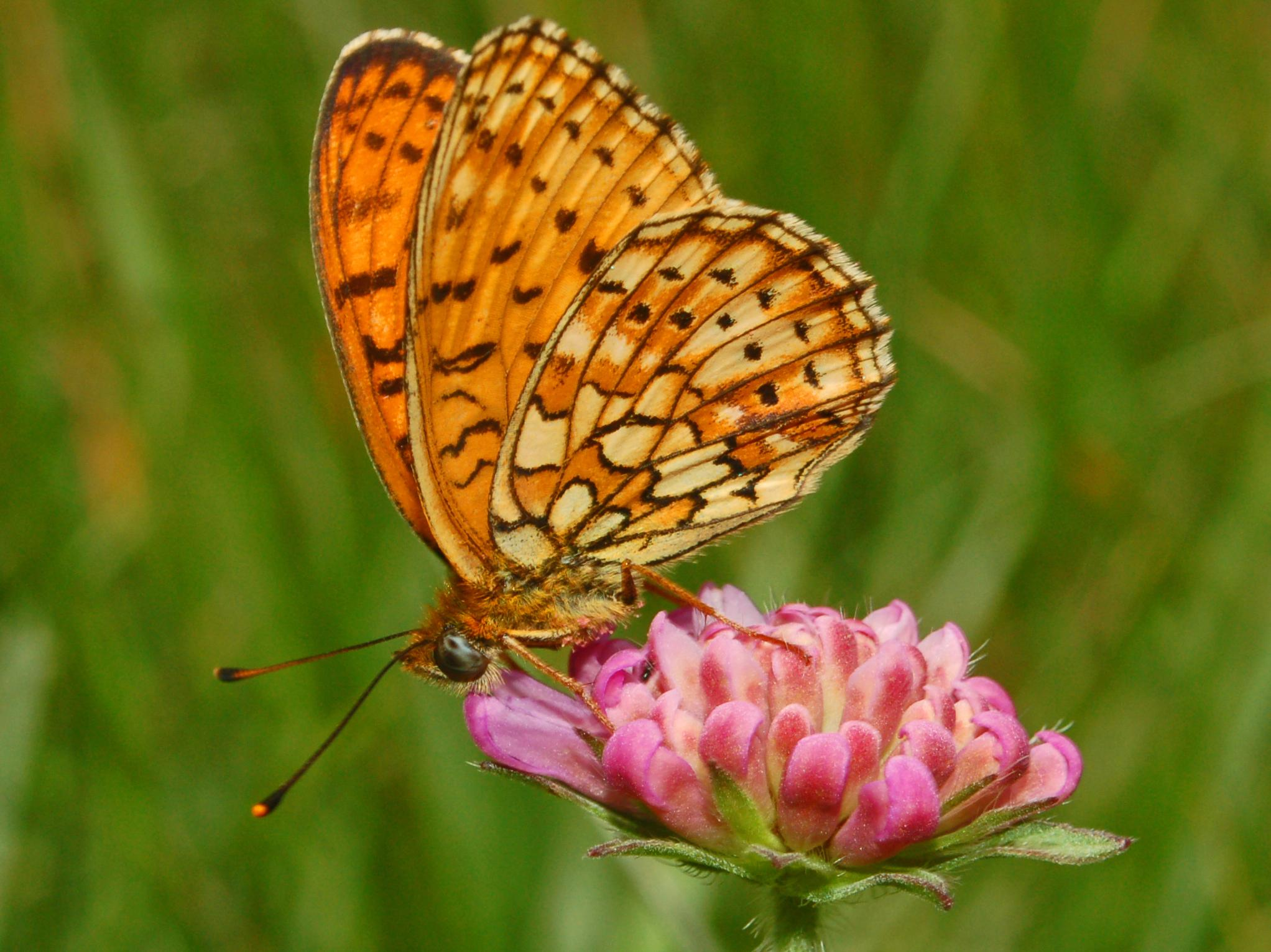
Revers

## Biologie

### Période de vol et hivernation
Le Nacré de la filipendule vole en une génération entre fin avril et juillet.

### Plantes hôtes
Ses plantes hôtes sont principalement la reine-des-prés Filipendula ulmaria et la spirée filipendule Filipendula vulgaris.

## Écologie et distribution
Il est présent dans le sud de l'Europe sous forme de plusieurs petits isolats en Espagne, dans le sud de la France, le nord de l'Italie, puis en Grèce, dans les Balkans, en Turquie, Asie Mineure, Irak, Iran, ouest de la Sibérie et centre de l'Asie,.
En France métropolitaine il est présent dans tout le sud, de la Charente, la Dordogne, le Lot, le Cantal, la Lozère, l'Ardèche et l'Isère, jusqu'aux Pyrénées et à la côte de la Méditerranée,. Sa population est menacée par le réchauffement climatique.

### Biotope
Il réside dans les lieux fleuris, souvent dans les clairières.

## Systématique
- L'espèce Brenthis hecate a été décrite par les entomologistes Johann Nepomuk Cosmas Michael Denis et Ignaz Schiffermüller en 1775.
- La localité type est Vienne.

### Synonymie
- Papilio hecate [Schiffermüller], 1775 Protonyme[5]
- Argynnis hecate harmothoe Fruhstorfer, 1917
- Argynnis hecate nautaca Fruhstorfer, 1917 [6]

### Noms vernaculaires
- Le Nacré de la filipendule ou Agavé en français.
- Twin-spot Fritillary en anglais, Saumfleck-Perlmutterflater en allemand et Hechicera en espagnol[7],[2].

### Taxinomie
Liste des sous-espèces
- Brenthis hecate hecate dans le sud de l'Europe et l'ouest de la Sibérie.
- Brenthis hecate alaica (Staudinger, 1886)
- Brenthis hecate duxtina Klazlauskas, 1984
- Brenthis hecate latericia Tuzov, 2000
- Brenthis hecate transcaucasica Wnukowsky, 1929
- Brenthis hecate warren Kudrna, 1974 [2].

## Le Nacré de la filipendule et l'Homme

### Protection
Pas de statut de protection particulier.